# 知多鉄道デハ910形電車
知多鉄道デハ910形電車（ちたてつどうデハ910がたでんしゃ）は、現在の名鉄河和線に相当する路線を敷設・運営した知多鉄道が、同社路線の開業に際して1931年（昭和6年）に導入した電車である。「910形」の形式称号は、製造年の1931年が皇紀2591年に相当したことに由来する。
デハ910形は、1941年（昭和16年）に形式称号をモ910形と改め、後年の知多鉄道の名古屋鉄道（名鉄）への吸収合併に際しては原形式・原記号番号のまま名鉄へ継承され、その後車種変更を伴う複雑な改造を経て、最終的にモ900形の形式称号が付与された。
モ910形の形式称号が付与されていた当時は、名鉄に在籍する吊り掛け駆動車各形式のうち、架線電圧1,500 V線区用の間接非自動進段制御器を搭載するHL車に属した。後年の改造により架線電圧600 V線区用の間接自動進段制御器を搭載するAL車となり、同時に形式称号をモ900形と改め、1978年（昭和53年）まで運用された。
以下、本項においてはデハ910形として落成した車両群を「本形式」と記述する。

## 導入経緯
知多半島東岸地域における鉄道路線敷設を目的として、愛知電気鉄道（愛電）の資本参加により1927年（昭和2年）11月に設立された知多鉄道は、1931年（昭和6年）4月に愛電常滑線（現・名鉄常滑線）の太田川より分岐して成岩に至る延長15.8 kmの路線を暫定開業した。本形式はその開業に際して、1931年（昭和6年）3月にデハ910 - デハ914・デハ916 - デハ918の計8両が日本車輌製造本店において新製され、開業と同時に運用を開始した。本形式は車両番号を1ではなく0から起番し、かつ末尾5を欠番としているが、これは親会社である愛電における車両番号付与基準を踏襲したことによるものである。

## 仕様
本形式は、知多半島東岸地域の対名古屋方面への旅客輸送において知多鉄道線と競争関係となる鉄道省武豊線への対抗上、当時としては近代的な半鋼製車体に、現在のグリーン車に相当する鉄道省の2等車並みのシートピッチを確保したクロスシートを備える居住性の高い車両として設計された。基本設計は愛電の最新型車両であったデハ3300形に類似するが、デハ3300形が車体長18 m級であったのに対して、本形式は車体長16 m級の一回り小型の車体を採用したことから、各部に設計変更が加えられている。

### 車体
構体主要部分を普通鋼とした車体長16,000 mm・車体幅2,630 mmの半鋼製車体を備える。前後妻面に運転台を備える両運転台仕様で、妻面中央部に630 mm幅の引き扉構造の貫通扉を設置し、その左右に700 mm幅の前面窓を配した。
側面窓配置はd 2 D 10 D 2 d（d：乗務員扉、D：客用扉、各数値は側窓の枚数）と愛電デハ3300形と同様であるが、約1,600 mmの車体長の相違を吸収するため、本形式においては客用扉幅を1,000 mm（デハ3300形は1,200 mm）、側窓幅を700 mm（同710 mm）、窓間柱幅を80 mm（同100 mm）とそれぞれ縮小し、その他各部吹き寄せ寸法についても縮小した。側窓を含む全ての開閉可能窓は上段固定・下段上昇式の二段窓構造とした。側面窓下段部には2本の保護棒が設置されたが、これは後年全車とも撤去されている。乗務員扉は車内側から見て左側（運転台側）の扉については一般的な556 mm幅の開き扉構造としたが、同右側（車掌側）の扉については開口幅を700 mmに拡幅した引き扉構造とした。これは小手荷物輸送時の便宜を考慮したもので、愛電デハ3300形より継承された設計の一つである。なお、本形式は落成当初より客用扉下部の乗降用内蔵ステップを省略し、客用扉の下端部は車内床面高さと同一に揃えられた。
屋根上には前後端部にパンタグラフを各1基備え、その他ガーランド形ベンチレーター（通風器）を1両あたり4基、屋根部中央に一列配置する。車体塗装は愛電保有の旅客用車両における標準塗装であったマルーン1色塗りを踏襲した。
車内は愛電デハ3300形と同様、客用扉間の側窓8枚分に相当する箇所に左右計10脚の固定クロスシート（ボックスシート）を設け、その他の座席をロングシートとしたセミクロスシート仕様とした。ボックスシート部の座席間隔は1,610 mmと愛電デハ3300形の1,650 mmより40 mm縮小されているが、前後座面長については逆に愛電デハ3300形の540 mmに対して本形式は550 mmと10 mm拡大されている。

### 主要機器
主要機器については愛電保有の旅客用車両の仕様を踏襲し、制御装置はウェスティングハウス・エレクトリック (WH) 製の電空単位スイッチ式間接非自動進段制御器（HL制御器）を、主電動機は同じくウェスティングハウス・エレクトリックWH-556-J6（端子電圧750 V時定格出力74.6 kW、同定格回転数985 rpm）をそれぞれ採用した。駆動方式は吊り掛け式で、歯車比は3.045 (67:22) に設定された。台車は愛電デハ3300形同様、日本車輌製造製のD16形鋼組立形釣り合い梁式台車を装着する。制動装置はM三動弁を用いるAMM自動空気ブレーキを常用制動として使用し、手用制動を併設する。
その他、集電装置は日立製作所製の大型菱形パンタグラフを採用、単行運転時における冗長性確保を目的として1両あたり2基、屋根上前後端部へ1基ずつ搭載した。

## 運用

### 落成から太平洋戦争前後にかけて
知多鉄道線の開通と同時に運用を開始した本形式は、線内運用のほか知多鉄道線内から愛電の神宮前へ直通運転を行う特急・急行運用に充当された。1940年（昭和15年）9月当時のダイヤにおいては、1時間間隔で運行される急行は神宮前 - 知多半田間を30分で、1日1往復のみ運行される特急は同区間を27分で結び、車両の快適性と速達性の両面で武豊線を上回った知多鉄道線は、半田地区における主たる公共交通手段として定着した。
1935年（昭和10年）8月に知多鉄道の親会社であった愛知電気鉄道（愛電）は名岐鉄道と対等合併し、現・名古屋鉄道（名鉄）が発足した。それに伴って従来愛電の傘下事業者であった知多鉄道も名鉄の傘下事業者となった。その後1941年（昭和16年）1月17日付届出にて、本形式の車両記号を愛電の流儀に則った「デハ」から名鉄の流儀に則った「モ」へ変更し、同時に車両番号のゼロ起番を廃止する改番が実施された。本形式は形式称号がモ910形と改められ、旧デハ910をモ915と改番、車両番号はモ911 - モ918（モ914・モ915・モ917は初代）に再編された。
その後、太平洋戦争の激化に伴う戦時体制への移行により、陸上交通事業調整法を背景とした地域交通統合の時流に沿う形で、1943年（昭和18年）2月に知多鉄道は名鉄へ吸収合併された。本形式は合併に際して原形式・原記号番号のまま全車とも名鉄へ継承され、名鉄への継承後は車体塗装のダークグリーン1色塗り化、戦時体制下における輸送量増加を受けて混雑緩和を目的とした車内座席のオールロングシート化のほか、2基搭載されたパンタグラフのうち1基を撤去する改造が全車を対象に施工された。

### 戦後の動向
本形式は合併後も主に常滑線系統で運用され、全車とも空襲などによる戦災を免れたものの、1948年（昭和23年）8月に発生した太田川車庫火災において、モ914（初代）がモ3300形3301・3304（旧愛電デハ3300形、車番はいずれも初代）とともに被災焼失した。復旧に際しては焼損した旧車体を廃棄し、当時の最新型車両であった運輸省規格型車両の3800系と同一の車体を新製、モ3750形と別形式に区分された。その後1951年（昭和26年）10月にモ918をモ914（2代）へ改番し、空番を解消した。
残存した7両については、1958年（昭和33年）より順次豊橋寄りの運転台を撤去する片運転台化改造が施工された。初期に施工されたモ911 - モ913は運転関連機器の撤去のみに留められたが、翌1959年（昭和34年）に施工されたモ914 - モ917については運転室仕切壁の撤去も施工された。同時にモ915とモ917の間で記号番号の振り替えが行われ、旧番順にモ917（2代）・モ915（2代）となった。また片運転台化改造と同時に、前面窓のアルミサッシ化、両側妻面への貫通幌枠・貫通幌の設置、前面貫通扉の開き扉構造化などが施工されたが、全車共通内容で実施されたものではなかったことから各車で仕様に差異が生じ、前面貫通扉が引き扉構造のまま存置された車両は前面行先表示板が貫通扉部ではなく前面向かって右側へ設置された点が特徴となった。
後年の新型車導入に伴って、本形式を含む主電動機出力の低いHL車各形式は名古屋本線など幹線系統における運用から順次撤退、架線電圧1,500 V化昇圧工事が実施された支線区における運用が主となり、2 - 3両編成を組成して運用された。

### 3700系列新製に伴う主要機器供出
木造車体のHL車を対象とした3700系（2代）への更新が1957年（昭和32年）以降順次進捗し、1964年（昭和39年）以降は半鋼製車体のHL車を種車として改良型の3730系への更新が開始された。
本形式も3730系への更新対象となって、1964年（昭和39年）10月から翌1965年（昭和40年）2月にかけて台車や制御装置・主電動機など主要機器を供出し、代わりに木造車の廃車発生品であるブリル27-MCB-2台車を装着して制御電動車から制御車へ改造、形式称号をク2330形と改めた。車両番号は旧番順にク2331 - ク2337となった。
制御車となった本形式は機器供出未施工であったモ3300形などHL制御の電動車と編成を組成したが、3730系および同系列の改良型である3770系の増備に際して再び台車を供出することとなった。不要となった本形式の車体は、車体長16 m級の小型車体が、規格が狭小であった架線電圧600 V線区の瀬戸線の入線条件に合致したため、老朽化した木造車の代替目的で瀬戸線へ転用された。

### 瀬戸線への転用
本形式の瀬戸線への転用に際しては、瀬戸線所属の木造電動車であるモ600形（初代）およびモ650形より主要機器を流用して再び制御電動車へ改造された。
本形式は1965年（昭和40年）10月から翌1966年（昭和41年）1月にかけて、ク2331 - ク2336の6両が順次瀬戸線の喜多山検車区へ搬入され、3730系および3770系へ供出する台車などを取り外したのち、種車となる木造電動車より供出された主要機器を再整備の上で搭載した。これにより、本形式は従来のHL車から種車由来の電動カム軸式間接自動進段制御器を搭載するAL車となり、常用制動装置が同じく種車由来のSME三管式非常直通ブレーキとなったほか、瀬戸線在籍の従来車と仕様を統一するため客用扉の手動扉化などが施工された（主要機器の仕様は右表参照）。
竣功に際しては形式称号をモ900形と改め、ク2331 - ク2336は旧番順にモ901 - モ906（いずれも初代）と改番された。
他車に遅れて1966年（昭和41年）2月に転属したク2337についてもモ901 - モ906（いずれも初代）と同様の改造を施工の上、モ907の記号番号付与が予定されていたが、同年3月のダイヤ改正において瀬戸線に特急列車の新設が決定したことを受け、ク2337を含む本形式の一部車両を特急列車用車両として整備することとなった。
そのため、ク2337については制御電動車化改造に加えて、客用扉間の座席の転換クロスシート化、車内照明の蛍光灯化、車内暖房装置および放送装置の新設のほか、車内壁部をニス塗り仕上げから薄緑色のエナメル塗料塗り潰し仕様に改め、客用扉を自動扉仕様のまま存置するなど、接客設備改善工事が実施された。さらに車体塗装を7000系「パノラマカー」と同一のスカーレット1色塗りとし、前面行先種別表示板もパノラマカーと同一形状のいわゆる「逆さ富士形」のものを装着、ミュージックホーンを新設するなど、幹線系統の優等列車用車両と仕様を極力近付ける改良工事が施工された。
上記改造が施工されたク2337は同年2月18日に竣功し、記号番号をモ901（2代）と改め、同一内容の改造が施工されたク2300形（2代）2301と編成を組成した。また同日付でモ901（初代）をモ907と記号番号を改め、車番の重複を回避している。
次いで、モ906・モ905（いずれも初代）の順に、編成を組成したク2300形（初代）2302・2303とともにモ901（2代）と同一内容の改造が施工された。竣功後の同2両は旧番の逆順にモ902・モ903（いずれも2代）と記号番号を改め、同時にモ902・モ903（いずれも初代）を同じく旧番の逆順にモ906・モ905（いずれも2代）と記号番号を改めた。これらの改番は、自動扉・蛍光灯照明仕様の車両を若い番号順に再編する目的で実施されたものであった。
その後1966年（昭和41年）4月までに、モ904は特急予備車として客用扉の自動扉化・車内照明の蛍光灯化のほか車体塗装のスカーレット1色塗り化が、モ905（2代）・モ906（2代）・モ907については客用扉の自動扉化・車内照明の蛍光灯化のみがそれぞれ施工された。
また同年7月には、モ902-ク2302の編成を対象に、前面から側面にかけての窓下幕板部へ200 mm幅の白帯を追加する試験塗装が実施され、のちに特急列車仕様に改装された全車に普及した。

### 瀬戸線転属後の動向
1968年（昭和43年）3月のダイヤ改正において特急列車の増発が実施されることとなり、特急予備車であったモ904のほかモ905・モ906（ともに2代）の計3両についても同年2月から3月にかけてモ901 - モ903（いずれも2代）と同一内容による特急列車仕様化改造が実施された。
唯一特急列車仕様化改造の対象から外れたモ907については、1972年（昭和47年）に車体塗装のスカーレット地に白帯化、および前面行先種別表示板の「逆さ富士形」化が実施されて外観が他車と統一されたが、車内座席はロングシート仕様のまま存置された。その他、同時期にモ904の尾張瀬戸寄り右側の客用扉が鋼製扉に交換された。
その後、1970年代半ば頃に名鉄の保有する鉄道車両の標準塗装をスカーレット1色とする方針が定められた。本形式も定期検査に際して順次白帯を廃してスカーレット1色塗装に改められたが、モ902-ク2302の編成のみは運用離脱まで白帯が存置された。なお、主に本形式によって運行された瀬戸線の特急列車は、名鉄において「特急」の種別を特別料金を必要とする列車のみに適用するよう営業政策を改めたことに伴って、1977年（昭和52年）3月のダイヤ改正に際して停車駅設定はそのままに種別が急行に変更された。

### 退役
瀬戸線は地下新線による栄町乗り入れ工事完成に際して、架線電圧を従来の直流600 Vから幹線系統と同一の直流1,500 Vへ昇圧することとなった。昇圧時には新造車両（6600系）および幹線系統からの転属車両（3770系・3780系）の導入によって在籍車両を一新し、本形式を含む瀬戸線に在籍する従来車は全て淘汰する方針が決定した。
1978年（昭和53年）3月19日の架線電圧昇圧に先立って、同年3月12日にはモ903-ク2303の編成を用いて、鉄道友の会名古屋支部主催の「600 V車惜別行事」と称するさよならイベントが実施された。モ903は前面窓のアルミサッシ化などが施工されておらず、最も知多デハ910形の原形を保っていたことから、「600 V車惜別行事」主催者の指名によりさよならイベントに充当された。
その後、昇圧前日となる3月18日の運用を最後に、他の架線電圧600 V仕様の従来車とともに全車運用を離脱した。本形式は他の架線電圧600 V路線区への転属は行われず、7両全車とも同年3月20日付で一斉に除籍となり、形式消滅した。

## 譲渡車両
廃車後、本形式は全車とも地方私鉄へ譲渡されることとなり、モ901・モ902・モ907の3両が福井鉄道へ、モ903 - モ906の4両が北陸鉄道へそれぞれ譲渡された。
福井鉄道向けの3両は名鉄在籍当時の仕様のまま譲渡され、北陸鉄道向けの4両については名鉄岐阜工場において両運転台仕様への復元・前面窓のHゴム固定支持化・妻面貫通扉および客用扉の鋼製扉化など各種改造を施工した上で譲渡先へ発送された。
北陸鉄道への譲渡車両は1990年（平成2年）12月に全廃となった。福井鉄道への譲渡車両についても1998年（平成10年）より淘汰が開始され、最後まで残存した140形モハ141-2（元名鉄モ902、旧知多デハ916）が2006年（平成18年）10月をもって運用を離脱、翌2007年（平成19年）8月に解体処分され、全廃となった。従って、知多鉄道デハ910形に由来する車両はいずれも現存しない。

## 記号番号の変遷
|          | 落成時  | 改番 （知多鉄道時代に実施） | 改番     | 電装解除 | 瀬戸線転属・電動車化 （機器流用元） | 改番     | 備考                                    |
| 記号番号 | デハ910 | モ915 I                     | モ917 II | ク2337   | モ901 II （モ607・モ652）           | –        | 瀬戸線転属時、当初モ907の記号番号を予定 |
| 記号番号 | デハ911 | モ911                       | –        | ク2331   | モ901 I （モ601）                   | モ907    |                                         |
| 記号番号 | デハ912 | モ912                       | –        | ク2332   | モ902 I （モ604）                   | モ906 II |                                         |
| 記号番号 | デハ913 | モ913                       | –        | ク2333   | モ903 I （モ602）                   | モ905 II |                                         |
| 記号番号 | デハ914 | モ914 I                     | –        | –        | –                                   | –        | 1948年8月、太田川検車区火災で被災焼失   |
| 記号番号 | デハ916 | モ916                       | –        | ク2336   | モ906 I （モ605・モ607）            | モ902 II |                                         |
| 記号番号 | デハ917 | モ917 I                     | モ915 II | ク2335   | モ905 I （モ603）                   | モ903 II |                                         |
| 記号番号 | デハ918 | モ918                       | モ914 II | ク2334   | モ904 （モ606）                     | –        |                                         |